# Libellula axilena
Die Libellula axilena ist eine Libellen-Art der Gattung Libellula aus der Unterfamilie Libellulinae. Ihr Verbreitungsgebiet erstreckt sich über die USA.

## Merkmale

### Bau der Imago
Das Tier erreicht eine Länge von 50 bis 62 Millimetern, wobei 37 bis 42 Millimeter davon auf das Abdomen entfallen. Die Art ist damit relativ groß.
Die Art hat ein helles Gesicht, das wie bei vielen anderen Arten auch mit dem Alter die Farbe verändert und dunkler wird. Der Thorax ist bei Weibchen und noch nicht ausgefärbten Männchen braun und gelb. Die Männchen werden mit dem Alter wiederum dunkler und bekommen einen gräulichen Schimmer.
Die Flügel sind bis auf einen weißen Schatten am Ansatz und einem schwarzen Streifen an den Rändern durchsichtig. Die Hinterflügel sind zwischen 41 und 49 Millimeter lang.

### Bau der Larve
Die Larven besitzen zentral im Gesicht sitzende Augen und haben ein langes sich zum Ende hin verjüngendes Abdomen. Der Rand des unpaaren Vorderteils des Labium, das sogenannte Prämentum ist glatt.